# Château de Yamanaka
Le château de Yamanaka (山中城, Yamanaka-jō) est un château japonais de style yamajiro de la période Sengoku, construit par le clan Odawara Hōjō dans le district de Tagata de la province d'Izu, dans ce qui est de nos jours la partie orientale de Mishima, dans la préfecture de Shizuoka au Japon.

## Histoire
Le château de Yamanaka est construit par Hōjō Ujiyasu au cours de l'ère Eiroku (1558-1577) pour garder les approches occidentales du château principal du clan, le château d'Odawara. Le site est également choisi pour son emplacement stratégique surplombant le Tōkaidō, principale route reliant les provinces de l'est du Japon avec la capitale, Kyoto. Malgré la tension croissante entre le clan Hōjō et Toyotomi Hideyoshi, seule une modeste tentative est faite pour fortifier les défenses du château. Durant la bataille d'Odawara de 1590, Toyotomi Hidetsugu emmène une force de 70 000 guerriers contre le château défendu par Hōjō Ujikatsu avec seulement 4 000 hommes. Malgré la disparité des forces, l'armée de Toyotomi subit de lourdes pertes, dont un général, Hitotsuyanagi Naosue, mais le château tombe en seulement une demi-journée de combat et la plupart de ses défenseurs sont tués.

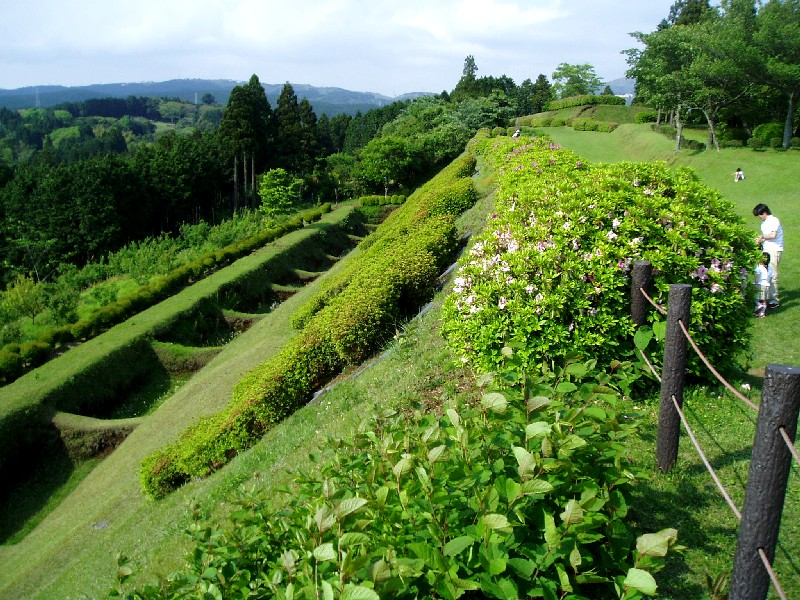
Remblais du château de Yamanaka.

Le château de Yamanaka n'est pas reconstruit au cours de l'époque d'Edo et la forêt recouvre le site. Les vestiges de ses douves et œuvres en terre sont déclarés site historique national en 1930.
En 2006, le site du château de Yamanaka est inscrit sur la liste des cent châteaux japonais remarquables par la Fondation des châteaux japonais, principalement en raison de son importance historique.